# Thermofiel

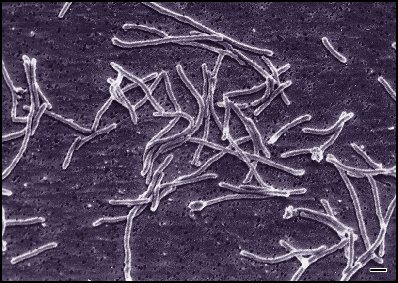
Thermus aquaticus

Thermofiele ofwel warmteminnende organismen zijn organismen die leven onder omstandigheden van een hogere temperatuur dan vergelijkbare groepen. Vaak heeft men het dan over bacteriën of Archaea, die een temperatuur verdragen boven 45 °C.
De hoogste temperatuur waarbij leven is aangetroffen is 121 °C voor een archaea die voorlopig de naam Strain 121 draagt. Tot voor kort stond de archaea Pyrolobus fumarii bovenaan de lijst. Hoewel Strain 121 een temperatuur van 8 graden hoger kan "verdragen" hebben zij beide dezelfde optimale groeitemperatuur en worden zij beide in veelal dezelfde ecosystemen gevonden. Bijvoorbeeld op de bodem van oceanen vlak bij scheuren in de aardkorst waar onder andere zogenaamde black smokers de plaatselijke temperatuur hoog kunnen opdrijven. Thermofiele bacteriën en archaea zijn veelal chemolithotroof hoewel Strain 121 formiaat gebruikt als elektrondonor en ijzer(III) als elektronacceptor.
Voor meercellige dieren staat het temperatuursrecord op 80 °C voor de Pompeiiworm (Alvinella pompejana) ook deze organismen kan men in bovengenoemde ecosystemen terugvinden.
Thermofielen kunnen gerekend worden tot de extremofielen.

## Trivia
- Soms wordt in plaats van het woord thermofiel het woord thermotroof gebruikt. Dat gebruik is altijd foutief. "Thermotroof" zou dan inhouden dat er naast fototrofe organismen (algen, planten) die licht om zetten in energie (suiker) en chemotrofe bacteriën (die bijvoorbeeld waterstofsulfide omzetten) ook organismen zouden bestaan die (overtollige) warmte omzetten in chemische energie.

## Fotogalerij

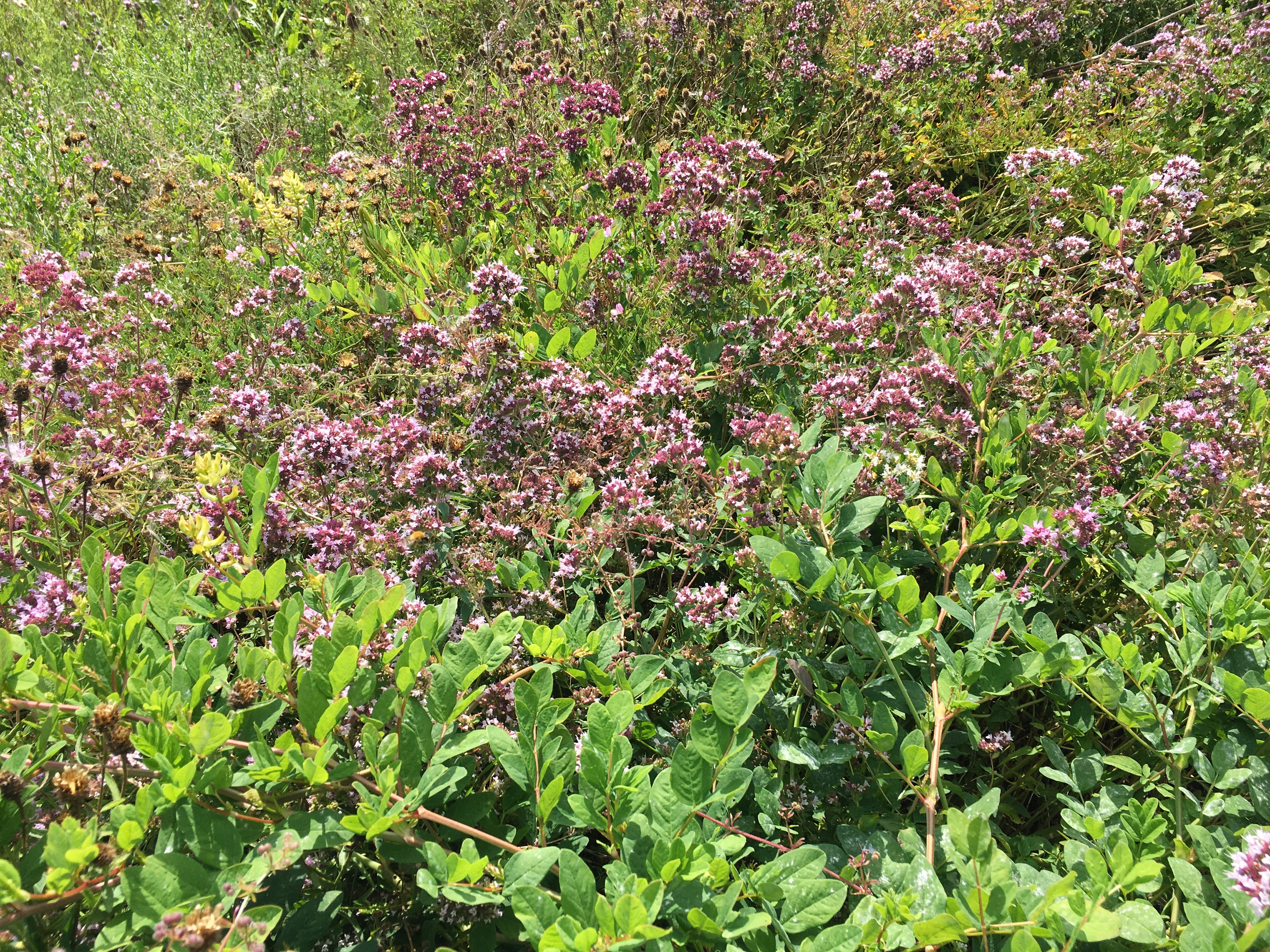
Thermofiele zoomvegetatie van de associatie van dauwbraam en marjolein
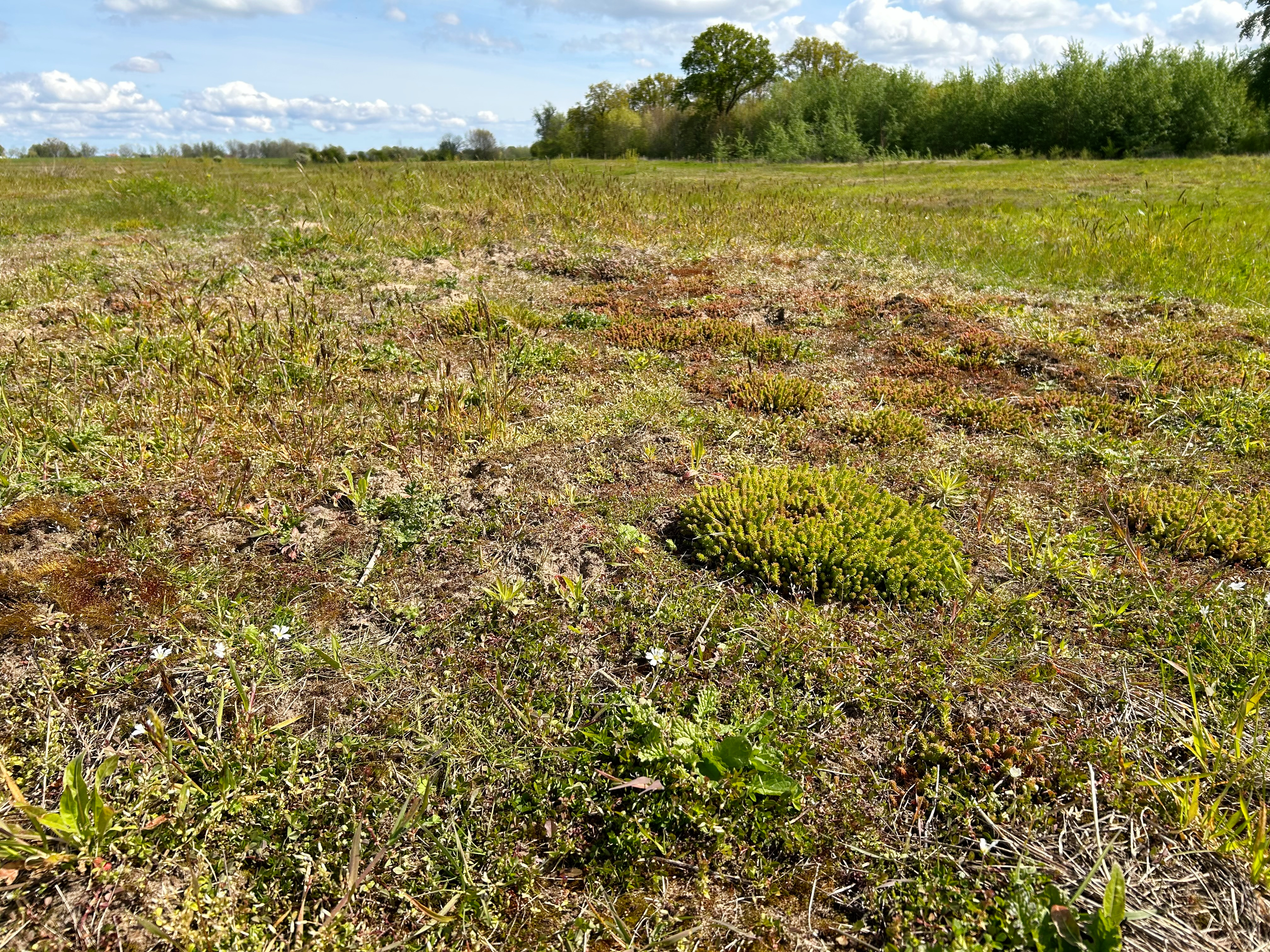
Thermofiel stroomdalgrasland van de associatie van vetkruid en tijm
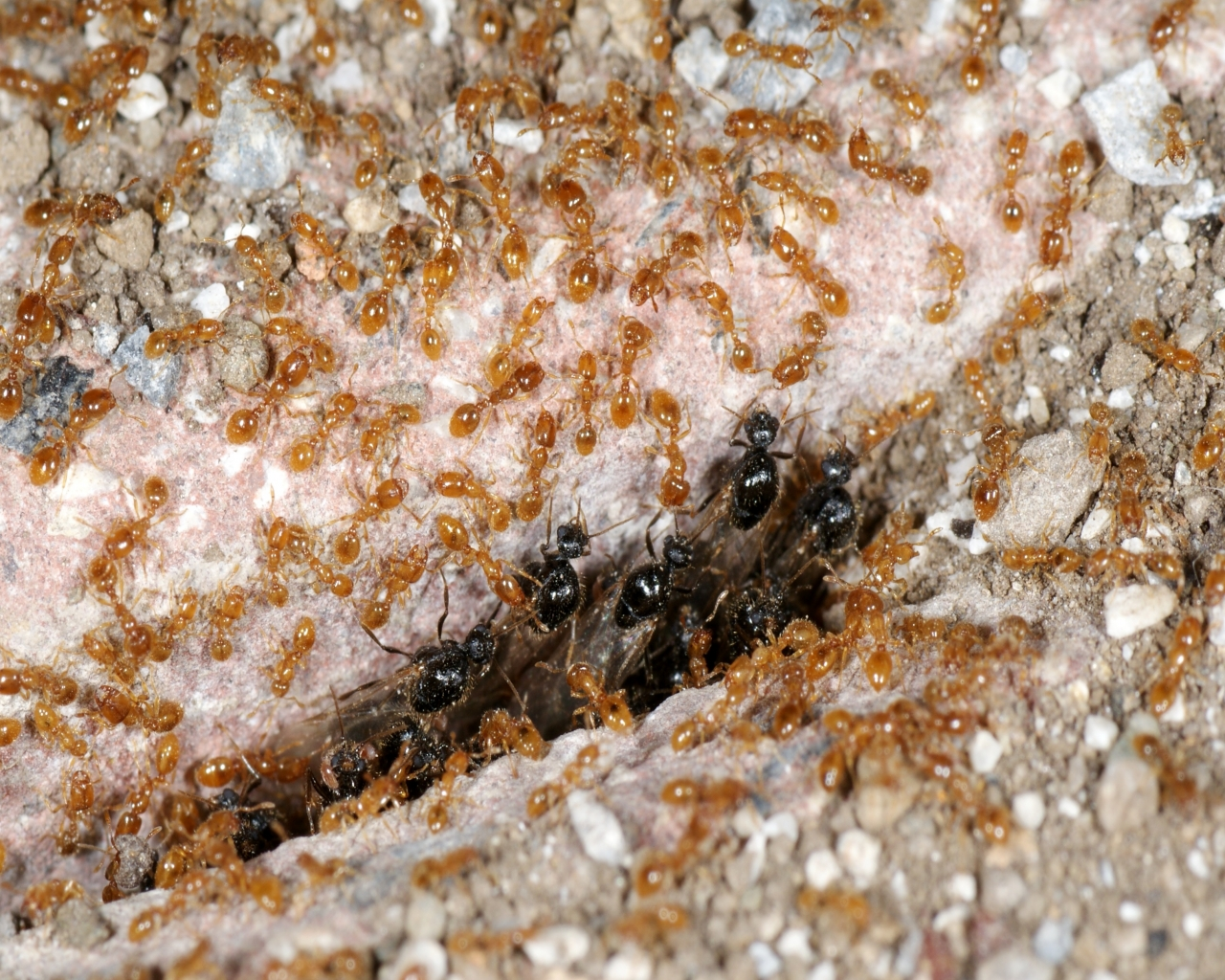
Diefmieren, een thermofiele mierensoort
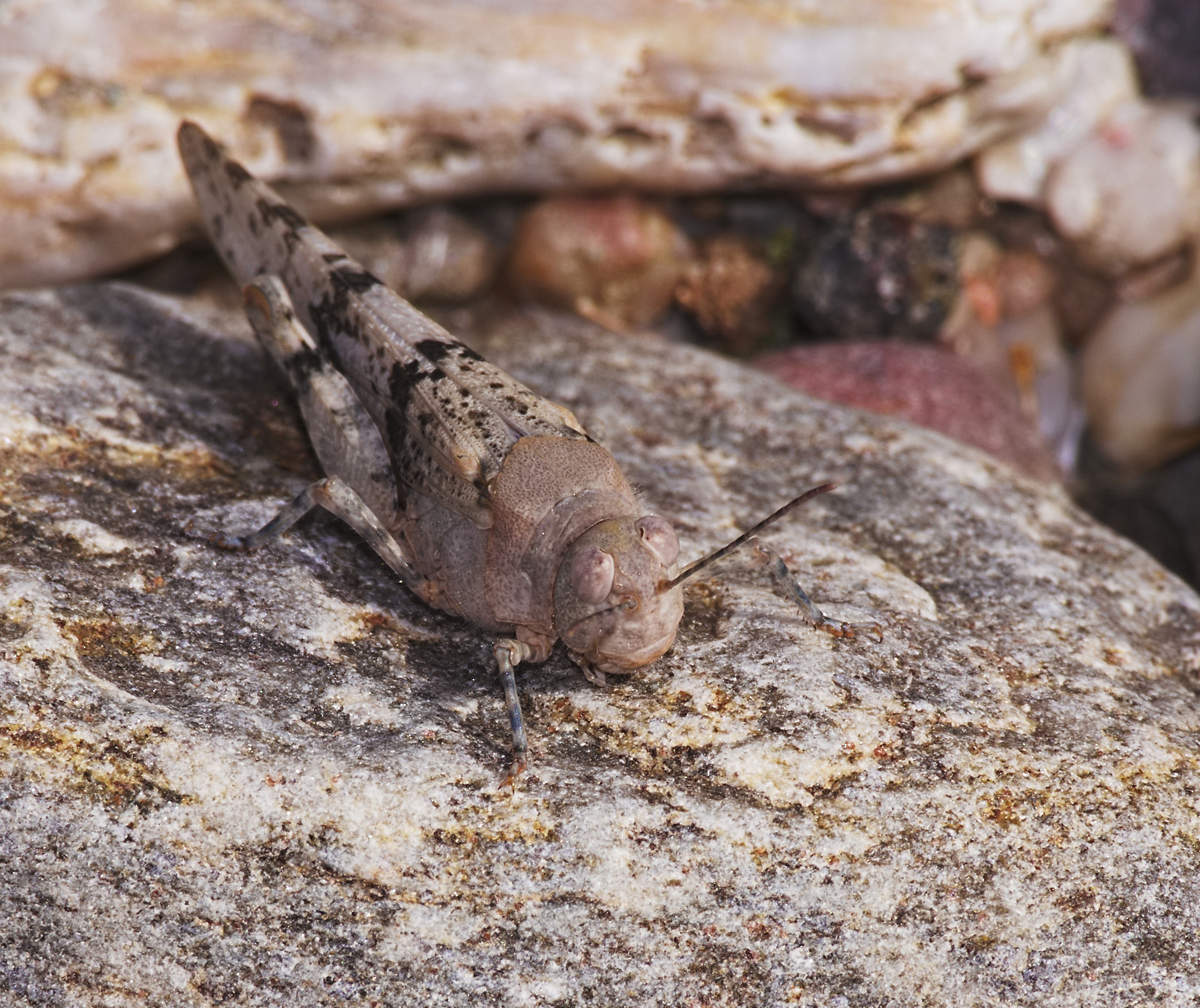
Een kiezelsprinkhaan, een thermofiel onder de sprinkhanen